# إبدال دلالي
الإبدال الدلالي هو الإبدال المقصود للتنويع المعنى، مثل: خبط (أي ضرب باليد) لبط (أي ضرب بالرجل) وأومأ (أي أشار بالعين أو الحاجب) وأبأ (أي أشار باليد).